# جزیره تیران
جزیره تیران (به عربی: تیران) یک جزیره مورد مناقشه ارضی عربستان سعودی و مصر است که در استان سینای جنوبی واقع شده‌است. جزیره تیران که ۸۰ کیلومتر مساحت دارد تقریباً غیر مسکونی است. جزیره تیران در واقع جزیره‌ای است مسلط بر تنگه تیران، تنگه‌ای باریک و کم عمق است که خلیج عقبه را به دریای سرخ متصل می‌کند. عربستان بر این جزیره و جزیره صنافیر که در نزدیکی همین جزیره است ادعای مالکیت داشت، تا اینکه در ۲۴ ژوئن ۲۰۱۷ مصر مالکیت این دو جزیره یعنی تیران و صنافیر را رسماً به عربستان سعودی واگذار کرد.
در ژوئیه ۲۰۲۲ با موافقت اسرائیل این دو جزیره رسماً به عربستان سعودی واگذار شد.